# Leopold I av Anhalt-Dessau
Leopold I, född 3 juli 1676 i Dessau, död 3 april 1747 i Dessau, var regerande furste av Anhalt-Dessau samt generalfältmarskalk i Preussens armé, vanligen känd under namnet Der alte Dessauer ("den gamle Dessauern").

## Biografi
Leopold I tillhörde fursteätten Askanien och var  äldste son till Johan Georg II av Anhalt-Dessau. Vid tolv års ålder blev han överste i Kejserliga armén. Han övertog vid faderns död 1693 styrelsen av furstendömet, till en början under sin mors, Henriette av Oraniens, förmyndarskap och ingick på samma gång i brandenburgsk tjänst.
Sina första krigsbragder utförde han 1695–1697 i Nederländerna och befordrades 1696 till generalmajor. Furstendömets förvaltning hindrade honom icke från att med utmärkelse deltaga i spanska tronföljdskriget (1701–1713) under prins Ludvigs av Baden och Eugens av Savojen befäl. Han avancerade under detta krig till fältmarskalk (1712) och fick 1715 befälet över den preussisk-sachsisk-danska armé, som belägrade och intog det av Karl XII försvarade Stralsund. Han ägnade sig därefter, under Fredrik Vilhelm I:s regering, åt den preussiska arméns och särskilt dess infanteris organisation och utbildning samt bragte detta genom sitt stränga, råa och stundom grymma förfarande till en ovanlig grad av fullkomlighet.
Den preussiska exercisen, som stod så högt i ropet under Fredrik II:s tid, var huvudsakligen Leopolds verk. Efter att under det s.k. första schlesiska kriget (1740–1742) ha fört befäl på underordnade krigsskådeplatser fick han under det andra (1744–1745) befälet över huvudarmén och besegrade 15 december 1745 den österrikisk-sachsiska armén vid Kesselsdorf, vilken seger ledde till freden i Dresden samma år. Leopold, som med heder deltagit i 22 drabbningar och 27 belägringar, var enligt Fredrik II:s utsago, av ett fast, men hetsigt sinnelag, förenade stor erfarenhet med den mest glänsande tapperhet, var lyckosam som krigare, men dålig som medborgare och mycket ärelysten.
Leopold hade i sitt äktenskap med apotekardottern Anna Louise Föhse från Dessau tre söner, som blev preussiska fältmarskalkar. En oäkta son, G. H. von Bärenhorst(de), skaffade sig ett namn som militärskriftställare.
Han efterträddes av sonen Leopold II Maximilian av Anhalt-Dessau.